# Барятинский, Александр Анатольевич
Князь Алекса́ндр Анато́льевич Баря́тинский (1846—1914) — русский генерал от инфантерии, герой Русско-турецкой войны, военный губернатор Дагестанской области.

## Биография
Сын генерал-лейтенанта князя Анатолия Ивановича Барятинского (1821—1881) от брака его с фрейлиной Олимпиадой Владимировной Каблуковой (1822—1904). По отцу потомок дипломата князя И. С. Барятинского и фельдмаршала принца Голштинского. По матери — генерал-лейтенанта В. М. Каблукова и графа П. В. Завадовского.
Старший брат его Владимир (1843—1914) — генерал от инфантерии, состоял при вдовствующей Императрице Марии Федоровне.
Образование получил в Петербургской военной гимназии. В 1867 году произведён в прапорщики и определён в Преображенский лейб-гвардии полк. В 1869 году произведён в подпоручики, в 1871 году в поручики, в 1873 году в штабс-капитаны, в 1875 году в капитаны с переименованием в подполковники.
С 1876 года назначен командиром 1-го Кавказского стрелкового батальона. Вместе со своим батальоном в 1877 году участвовал в Русско-турецкой войне, был контужен. В 1877 году за отвагу, был награждён Золотой саблей с надписью «За храбрость». В этом же году произведён в полковники. С 1879 года назначен командиром 14-го гренадёрского Грузинского Е. И. В. Великого князя Константина Николаевича полка.
В 1890 году был произведён в генерал-майоры, с назначением командиром Кавказской туземной стрелковой бригадой. С 1895 года назначен помощником Кутаисского военного губернатора. С 1896 года военным губернатором Дагестанской области. В 1899 году был произведён в генерал-лейтенанты. В 1907 году был уволен с производством в генералы от инфантерии. В начале XX века владел  родовой коллекцией живописи Барятинских  в Марьино.

## Семья
Первая жена (с 1873) — княжна Ольга Дмитриевна Святополк-Мирская (1855—1898), дочь генерала от инфантерии Дмитрия Ивановича Святополк-Мирского. Их дочь:
- Олимпиада (12.10.1874— ?), фрейлина двора (30.04.1894), замужем (с 1908) за бароном Г.  К. Мейендорфом.

Вторая жена (с 1900) — Мария Иосифовна Жубержицкая, их сын:
- Анатолий (1903— ?)

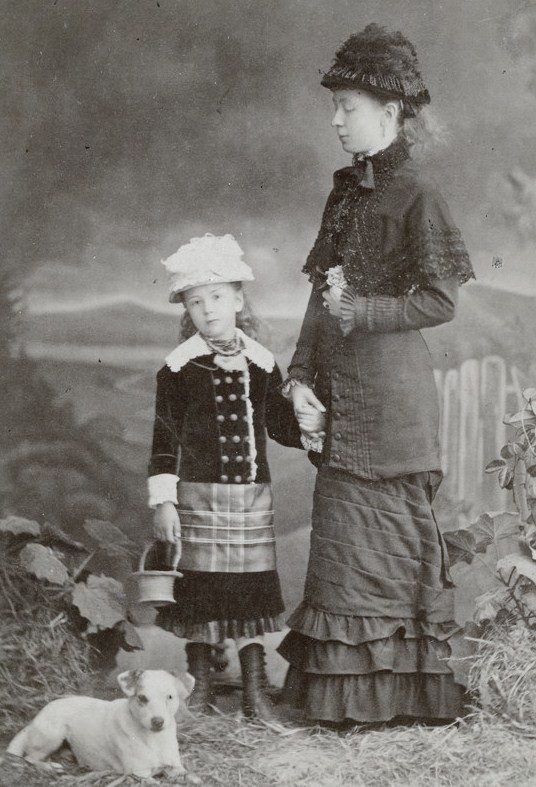
Ольга Барятинская с дочерью Олимпиадой
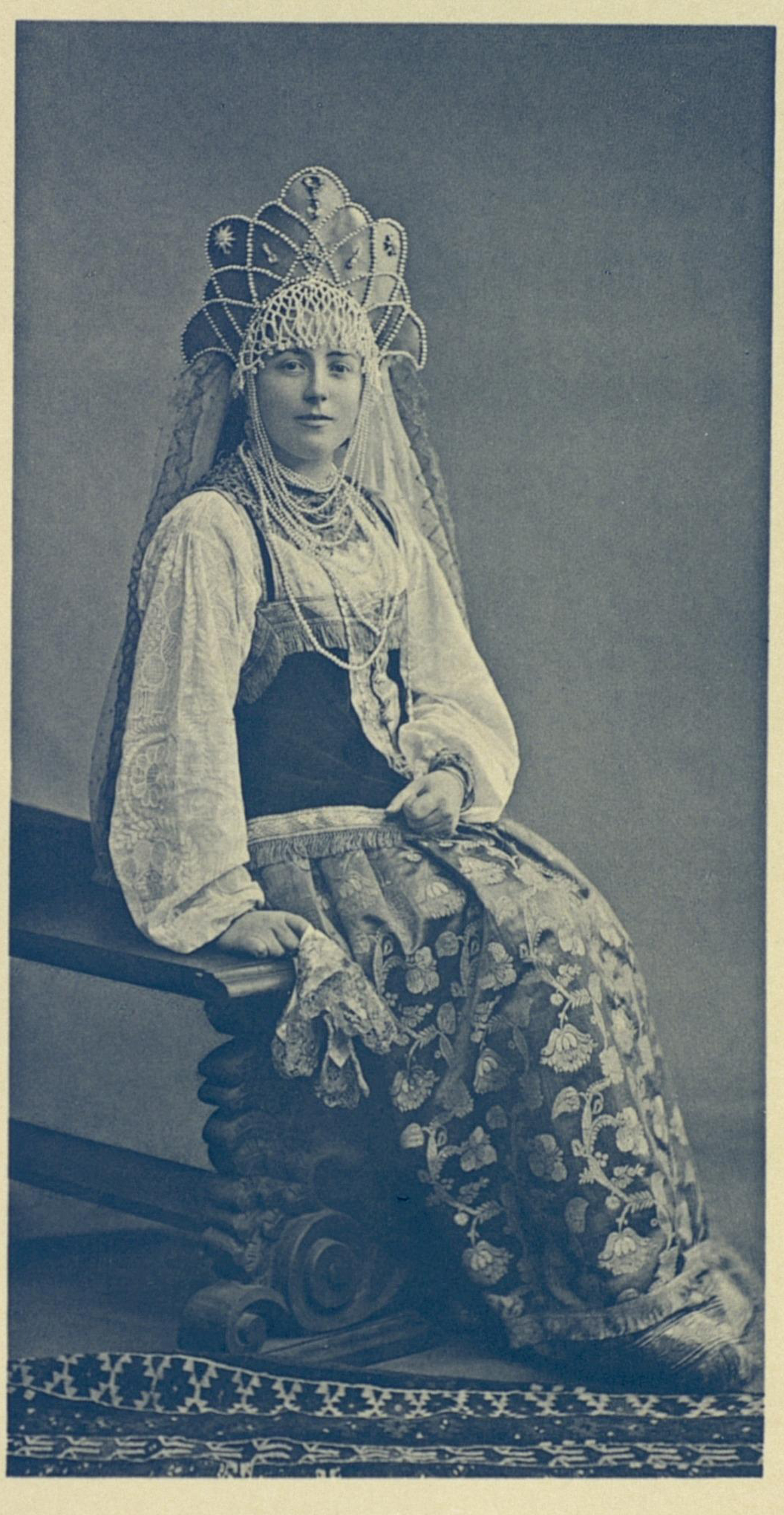
Олимпиада Барятинская на Костюмированном балу 1903 г.

## Награды
Российские
- орден Святого Станислава 3-й степени (1871)
- орден Святой Анны 3-й степени (1874)
- золотая сабля «За храбрость» (1877)
- орден Святого Владимира 4-й степени с мечами и бантом (1878)
- орден Святого Станислава 2-й степени (1884)
- орден Святой Анны 2-й степени (1889)
- орден Святого Владимира 3-й степени (1893)
- орден Святого Станислава 1-й степени (1895)

Иностранные
- прусский орден Короны 3-й степени (1871)
- вюртембергский орден Фридриха 1-й степени (1872)
- персидский орден Льва и Солнца 3-й степени (1879)
- персидский орден Льва и Солнца 1-й степени (1896)
- бухарский орден Золотая Звезда 1-й степени (1898)